# Julius Maria Becker

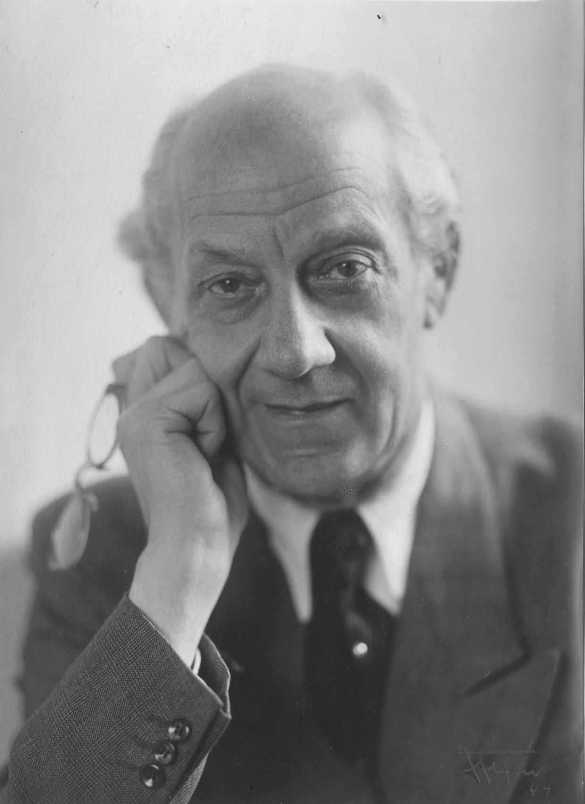
Julius Maria Becker (1887–1949)

Julius Maria Becker (* 29. März 1887 in Aschaffenburg; † 26. Juli 1949 ebenda) war ein deutscher Autor, Dramatiker und Lyriker.

## Leben
Nach dem Besuch der Lehrerbildungsanstalten in Lohr am Main und Würzburg, wo er im Frühjahr 1909 auch Max Dauthendey besuchte, war Julius Maria Becker als Lehrer in seiner Geburtsstadt tätig.
1913 wurde sein zeitkritisches, unter dem Eindruck von Friedrich Nietzsche und August Strindberg verfasstes Stück Eine Sylvesternacht aufgeführt. Von Richard Dehmel und Carl Hauptmann gefördert, gelang ihm mit dem Drama Das letzte Gericht, das 1919 im S. Fischer Verlag erschien und im darauffolgenden Jahr in Darmstadt uraufgeführt wurde, der literarische Durchbruch. Bei der Vergabe des Kleist-Preises 1919 wurde er neben  Oskar Maurus Fontana und Otto Zarek mit einer Ehrenvollen Erwähnung bedacht.
Am 21. Oktober 1919 heiratete Becker die zwölf Jahre jüngere Luise Becker, geb. Brenner. Die Ehe blieb kinderlos.
In den 1920er Jahren gehörte Becker zu den bekanntesten deutschen Bühnenschriftstellern. Als Vertreter des Expressionismus spiegeln seine frühen symbolischen Dramen die Erfahrungswelten von Weltkrieg und Revolution wider. Auf Widerhall stießen auch Der Freier, das 1922 in Düsseldorf erstmals aufgeführt wurde, und Der Schächer zur Linken, das 1923 in Frankfurt Premiere hatte.
Am 1. November 1931 trat Becker endgültig aus dem Schuldienst aus, um sich gänzlich der Literatur zu widmen. In jenem Jahr feierte er seinen größten Erfolg mit dem Theaterstück Der Brückengeist, das auf über fünfzig deutschen Bühnen gespielt wurde. Becker wurde dafür mit dem Preis des Verbandes der deutschen Volksbühnenvereine e. V. ausgezeichnet. Seine späteren Werke, die eine Wendung zum Christlichen erkennen lassen, fanden nicht mehr jene Resonanz wie die Dramen der ersten Nachkriegszeit.

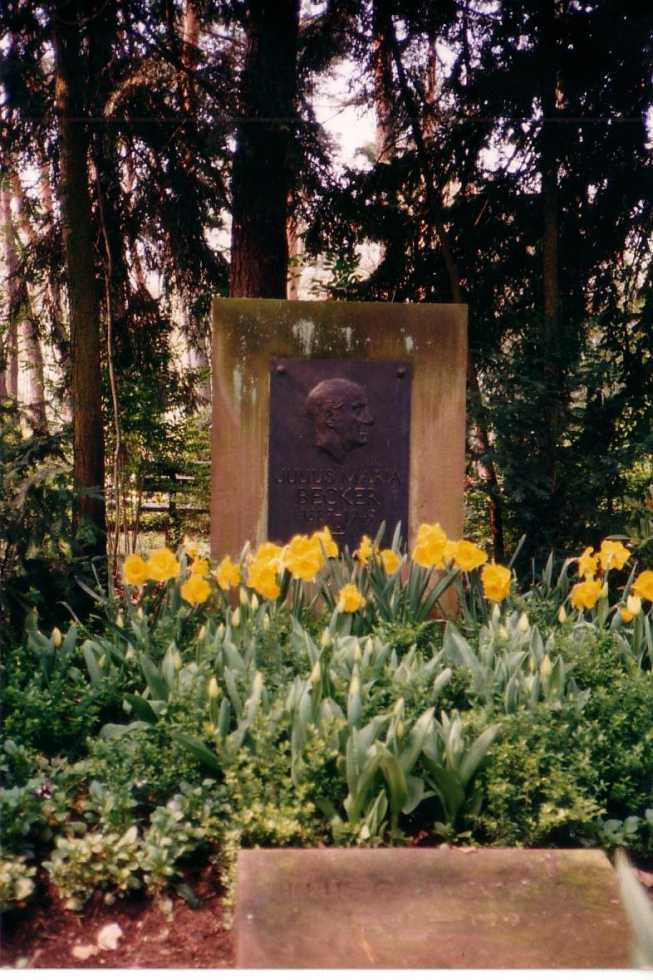
Grabstätte im Aschaffenburger Waldfriedhof

Bis 1933 kamen zwanzig Dramen von Julius Maria Becker zur Aufführung.
Als Becker im Mai 1933 die Intendanz des Stadttheaters Halle in Aussicht gestellt wurde, trat er zum 1. Mai 1933 in die NSDAP ein (Mitgliedsnummer 2.546.173), von der er sich einen Kampf gegen den in seinen Augen herrschenden „Kulturbolschewismus“ und für die Etablierung eines „positiven Christentums“ erhoffte. In dieser Zeit war er an der Gründung der Ortsgruppe Aschaffenburg des Kampfbundes für Deutsche Kultur beteiligt und darin Fachschaftsleiter für Kunst, Film und Literatur.
Während der Zeit des Nationalsozialismus wurde der „missionarische Pazifist“ von deutschen Bühnen verbannt und in eine katholisch gefärbte Innere Emigration gedrängt. 1940 wurde er Schriftleiter der 1935 in Mainfranken umbenannten, gleichgeschalteten Kulturzeitschrift Spessart, deren letzte Ausgabe im April 1942 erschien.
In jenem Jahr fiel der Mainfränkische Kunstpreis für Schrifttum und Dichtung an ihn.
1948 fand in einer Inszenierung von Gustav Lindemann die Uraufführung von Das Mahl des Herrn an den Städtischen Bühnen Düsseldorf statt. Nach 1945 konnte Julius Maria Becker jedoch nicht mehr an frühere Erfolge anknüpfen und ist heute weitgehend in Vergessenheit geraten. Seine letzte Ruhestätte fand er in einem Ehrengrab im Aschaffenburger Waldfriedhof. In Aschaffenburg erinnert ein Gedenkstein am Kapuzinerplatz an den Sohn der Stadt.
1950 erschien postum ein Band mit Gedichten. Einige von Beckers Werken wurden Ende der 1970er und Anfang der 1980er Jahre zum Teil unter anderem Titel neu herausgegeben, wie der Erzählband Romeo et Juliette (Neuausgabe von Gestürzte Cherubim) und der Roman Der Liebeskuss im Pavillon (Neuausgabe von Syrinx). Die Entrückung des Ödipus – Von der Tragödie und ihrer Überwindung wurde 1985 erstmals verlegt, ebenso wie 1987 das Schauspiel Die Brüder – Ausruh für Allahs Herz. 1989 veröffentlichte Gerrit Walther die Biographie Julius Maria Becker 1887–1949. Ein Dichter zwischen den Weltkriegen. Der Nachlass Beckers befindet sich im Stadt- und Stiftsarchiv Aschaffenburg; er wurde 2018/2019 komplett erfasst und archivgerecht erschlossen. Zusammen mit der Privatbibliothek Beckers, die sich ebenfalls im Stadt- und Stiftsarchiv befindet, kann der Nachlass seit März 2019 erforscht werden.

## Werke (Auswahl)
- 1910: Im Ring des Jahres
- 1913: Die Blendung
- 1913: Eine Sylvesternacht (Neuausgabe als Ende einer Sylvesternacht, 1989)
- 1913: Von dir zu mir – Gedichte
- 1914: Syrinx – Roman (Neuausgabe als Der Liebeskuss im Pavillon, 1982)
- 1919: Das letzte Gericht
- 1922: Der Freier
- 1923: Ewige Zeit
- 1923: Nachtwächter Kronos
- 1923: Der Wundermann – Komödie
- 1923: Der Schächer zur Linken – Schauspiel
- 1925: Gestürzte Cherubim – Erzählungen (Neuausgabe als Romeo et Juliette, 1978)
- 1926: Das Friedensschiff – Schauspiel
- 1928: Dies Gesetz stammt nicht von Gott
- 1928: Gilgamesch – Komödie
- 1931: Der Brückengeist – Ein Spiel vom Tode (Neuauflage 1981)
- 1931: Die Nacht der Könige – Schauspiel
- 1931: Mata Hari – Schauspiel
- 1931: Asyl – Dramatische Szene
- 1932: Mann Nummer Soundsoviel – Schauspiel
- 1934: Nacht ohne Morgen – Schauspiel
- 1935: Ludwig II – Schauspiel (Neuauflage 1982)
- 1935: Auge um Auge – Tragödie
- 1935: Nacht ohne Morgen – Schauspiel
- 1936: Bastionen auf Malta – Schauspiel
- 1940: Aschaffenburg, Stadtbeschreibung in: Einwohner=Buch der Stadt Aschaffenburg 1939/40
- 1941: Am Strom der Bojana – Schauspiel
- 1944: Die Kathedrale von Bayeux – Schauspiel (Neuausgabe als Dombaumeister Dumesnil – Die Kathedrale von Bayeux, 1984)
- 1947: Das Mahl des Herrn – Schauspiel
- 1947: Die Welt ohne Christus?
- 1950: Gedichte